# TK 95

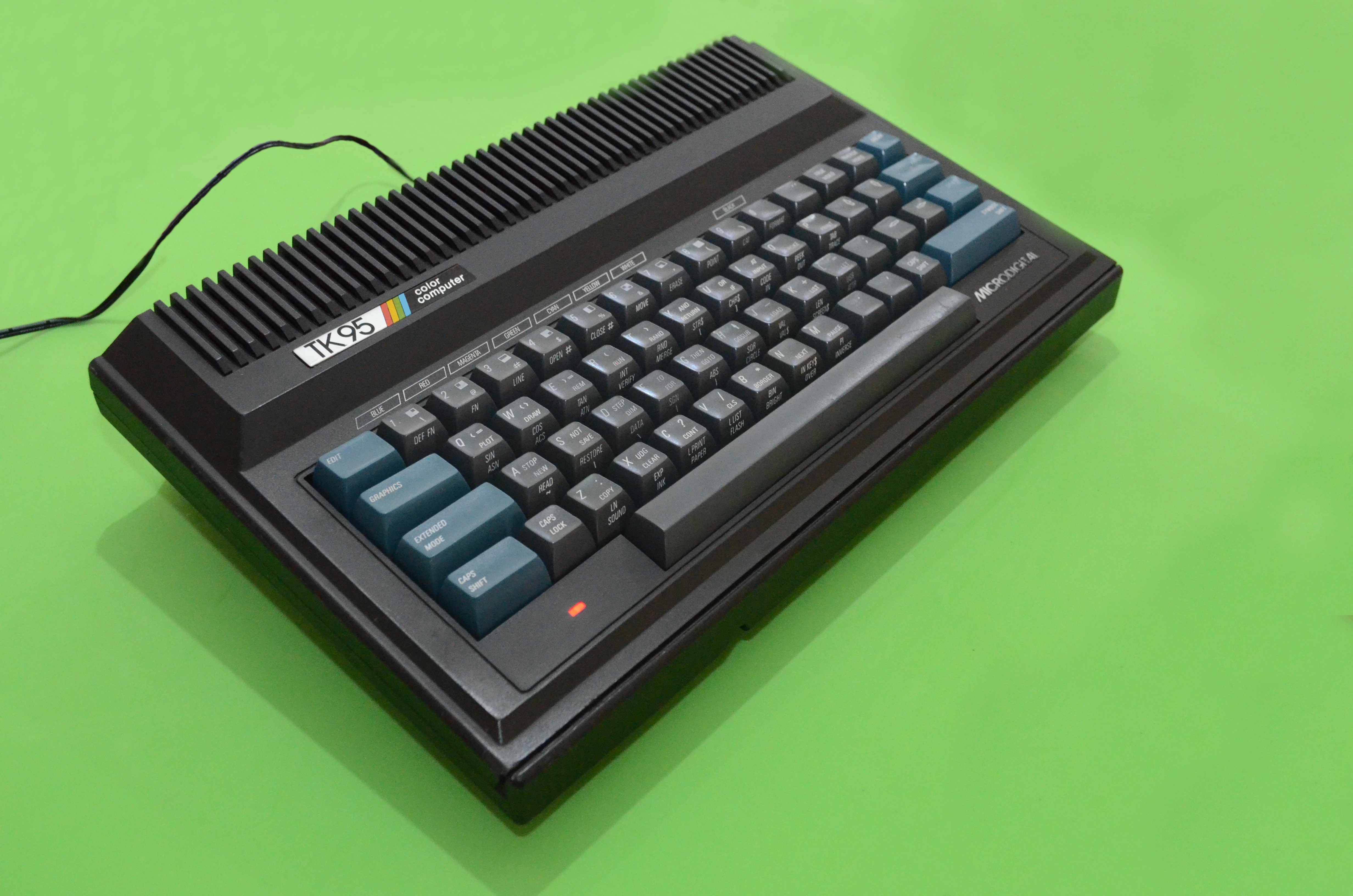
Microdigital TK95

O TK95 foi o segundo e último clone (versão) brasileira do computador doméstico ZX Spectrum da empresa britânica Sinclair Research, fabricado no Brasil pela Microdigital Eletrônica a partir de meados de 1986. Utilizava o microprocessador Z-80A de 8 bits, em 3,58 MHz.
A principal alteração do TK95 em relação ao modelo anterior TK90X estava em seu gabinete remodelado (na realidade uma cópia gritante do 'Commodore Plus/4'), com um teclado "semi-profissional" mais adequado para digitação do que o anterior, do tipo "chiclete". Foi feita uma pequena alteração na placa (que é exatamente a mesma placa e circuito do TK90X) que permitiu que alguns problemas de compatibilidade fossem resolvidos (a simples desconexão do diodo 'D1') [a única alteração da ROM foi a troca da tela de entrada de TK90X para TK. Então ele ficou conhecido como uma versão melhorada do TK90X pois ele teve uma compatibilidade aumentada de 90 a 95% para 98% desta maneira permitindo que mais jogos originais do ZX Spectrum executassem no equipamento. Porém, esta melhoria foi atribuída a uma ROM mais compatível.

## Especificações técnicas
- Memória:
  - ROM: 16 KiB
  - RAM: 48 KiB
- Teclado: "semi-profissional" com 57 teclas, auto-repetição
- Display:
  - 24 X 32 texto
  - 256 x 192 pixels (gráfico)
- Expansão:
  - 1 slot (na traseira)
- Portas:
  - 1 saída para TV (modulador RF, canal 3)
  - Interface de cassete
  - 1 soquete de 9 pinos para joystick padrão Atari 2600
- Armazenamento:
  - Gravador de cassete (a 1200 bauds)

## Compatibilidade
Por conta da modificação da ROM original do ZX Spectrum, computador doméstico que serviu de base para os TK90X/TK95, alguns jogos e aplicativos produzidos para o original não executavam nos clones brasileiros. Todavia, o grau de compatibilidade do TK95 era maior do que o da versão anterior.

## Vendas
O TK95 entrou no mercado na mesma época em que os micros MSX começavam sua fase de expansão. Numa relação custo-benefício, os MSX levavam a melhor (principalmente devido a sua interface de disco padrão DOS igual ao do PC) e as vendas do TK95 nunca chegaram a se tornar expressivas, também devido à chegada muito tardia da interfarce de disco (padrão 'Beta disc 48') para ele no mercado brasileiro a fim de competir de igual para igual com o MSX.

## Periféricos
Foram produzidos pela Microdigital apenas um 'Joystick' e uma interface de caneta óptica ('light Pen').